# Allochthonius biocularis
Espèce
Allochthonius biocularis est une espèce de pseudoscorpions de la famille des Pseudotyrannochthoniidae.

## Distribution
Cette espèce est endémique de la préfecture d'Ōita au Japon.

## Publication originale
- Morikawa, 1956 : Cave pseudoscorpions of Japan (I). Memoirs of Ehime University, Sect. II, sér. B, vol. 2, p. 271-282.